# AfPak
AfPak (hoặc Af-Pak) là từ mới được giới chính sách đối ngoại của Mỹ sử dụng nhằm phân định Afghanistan và Pakistan là một cụm hoạt động duy nhất. Được giới thiệu vào năm 2008, từ mới này phản ánh cách tiếp cận chính sách do chính quyền Obama đưa ra, vốn coi khu vực Afghanistan và Pakistan là có một tình hình chính trị và quân sự thống nhất, đòi hỏi một chính sách chung trong cuộc chiến chống khủng bố.
Sau những lời chỉ trích gay gắt từ Pakistan, lên án sự gán ghép địa chính trị của nước này với Afghanistan, chính phủ Mỹ đã ngừng sử dụng thuật ngữ này vào năm 2010. Khi từ mới này vẫn được sử dụng, AfPak được coi là thích hợp vì nó không chứa dấu gạch nối. Năm 2017, chính quyền Trump đã mở rộng chính sách Afghan sang chiến lược khu vực Nam Á, với ý định tìm kiếm hợp tác chống khủng bố liên tục với Pakistan và dự kiến một vai trò kinh tế lớn hơn dành cho Ấn Độ ở Afghanistan. Cách tiếp cận mới này được đặt cho cái tên là "AfPakIndia".